# Plano de Salvação
O Plano de Salvação, segundo A Igreja de Jesus Cristo dos Santos dos Últimos Dias, é um plano que Deus criou para salvar, resgatar e exaltar a humanidade. Os elementos deste plano são traçados a partir de várias fontes bíblicas, incluindo a Bíblia, O Livro de Mórmon, Doutrina e Convênios, Pérola de Grande Valor e inúmeras declarações feitas pela cúpula da Igreja De Jesus Cristo dos Santos dos Últimos Dias.

## Existência pré-mortal

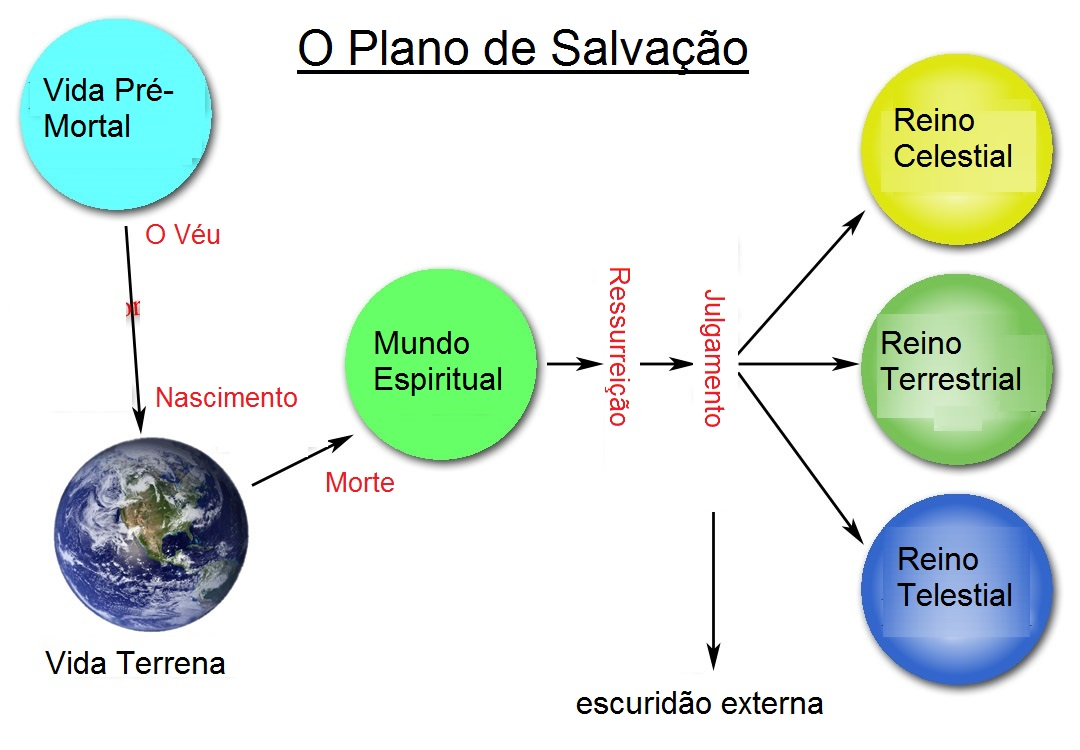
O plano de salvação, como ensinado por A Igreja de Jesus Cristo dos Santos dos Últimos Dias.

Em 1840, Joseph Smith Jr. (o qual restaurou a Igreja de Jesus Cristo nestes últimos dias) afirmou que o espírito humano com Deus existia antes da criação da Terra. Antes da existência de espíritos, algum elemento do espírito humano, chamado de inteligência, existia eternamente no mesmo sentido que Deus existia eternamente, mas de uma forma menor progrediu de energia ou matéria. Isto pode explicar a doutrina da Igreja de que o homem e Deus são co-eternos (distinguir cuidadosamente "co-eterno" de "igualdade", que não é uma parte de A Igreja de Jesus Cristo dos Santos dos Últimos Dias). Dentro da igreja restaurada de Jesus Cristo , Deus é encarado como criador e Pai Celestial.